# Volcán Peteroa
El Peteroa es un complejo volcánico activo de 3977 m s. n. m., localizado en la frontera entre Argentina y Chile. Administrativamente, se encuentra circunscripto en la comuna de Romeral, Provincia de Curicó, Región del Maule, en el lado chileno, y en el Departamento de Malargüe, Provincia de Mendoza, en el lado argentino.
El Peteroa forma un complejo volcánico interrelacionado con los cercanos Azufre y Planchón.

## Toponimia
Proviene de los vocablos mapuches "püthen" (quemarse) y "rogh" o "roa" (ramas), por lo que Peteroa significaría ramas quemadas.

## Lahar Teno
El grupo Planchón-Azufre-Peteroa se formó en el Pleistoceno. Uno de los mayores eventos de la historia geológica del Planchón ocurrió a principios del Holoceno, 7000 años atrás, cuando colapsó la mitad Oeste de su edificio, ocasionando una avalancha lahárica que bajó 75 km por el curso del río Teno, hacia Chile, en un hecho conocido como el Lahar Teno. Aparentemente, este evento se relaciona con una gran erupción pliniana que eyectó grandes masas de tefra pumícea, que se depositó exclusivamente del lado argentino.

## Erupciones
A partir de 1660, se ha registrado actividad en este volcán, incluyendo algunas erupciones de características catastróficas. En 1751 ocurrió una gran erupción y el 3 de diciembre de 1762 el abate Juan Ignacio Molina registró un suceso similar, que habría destruido un gran cono central emplazado dentro de la caldera, provocando una apertura hacia la zona chilena.
El volcán Peteroa entró en actividad el 6 de septiembre de 2010; hubo una erupción fuerte el 18 de septiembre. El 21 de septiembre, el volcán estalló una vez más emitiendo una nube de ceniza gris oscuro. Como los vientos llevan cenizas volcánicas hacia el sudeste de Argentina, los residentes fueron advertidos por las autoridades de evacuar las áreas cercanas antes de que el complejo Planchón-Peteroa volviera a estallar.
En diciembre de 2018, el Servicio Nacional de Geología y Minería de Chile, en conjunto con la Oficina Nacional de Emergencia, decretaron alerta amarilla para las comunas de Romeral, Curicó, Teno, Molina y alrededores por aumento en la actividad volcánica.